# Walter Belcher
Walter H. Belcher (* 2. Oktober 1969 in Cleveland, Ohio) ist ein US-amerikanischer Sänger und Theaterschauspieler. Seine Wurzeln hat er in der Gospelmusik. 
Belcher tourt in der Weihnachtszeit jährlich als Gospelsänger durch die Schweiz, zum Teil ist er auch in Ungarn unterwegs. Er hat sich in der Schweiz und in Ungarn als Solist für Gospelkonzerte bekannt gemacht. Nebenher ist er Schauspieler in amerikanischen Theatern, vor allem in seinem Heimatstaat Arizona. Zum Beispiel hat er im Theaterstück Looking Over The Presidents Shoulder einen Butler im Weißen Haus gespielt. Belcher hatte mehrere Auftritte vor renommierten Publikum, so hat er unter anderem vor Ex-Präsident Bill Clinton und Papst Johannes Paul II. gesungen.

## Leben
1969 wurde Walter Belcher in Cleveland, Ohio, geboren. Seine Familie zog einige Jahre später nach Tucson, Arizona. Bereits mit sieben Jahren begann Belcher im Gospelchor der örtlichen Kirche in Tucson zu singen. Er studierte an der Universität Arizona Musical und Theater, danach lebte er drei Jahre in New York City. Nachdem er sich in verschiedenen andere Musiksparten wie Swing, Jazz, Musical, Pop und Rock versucht hatte, kehrte er nach seinen Studien wieder zum Gospel zurück; wie er ausführt auf Wunsch seines Großvaters. In seiner Karriere war er bereits in über 50 Ländern als Sänger, Schauspieler und Tänzer tätig. Er begleitete Künstler wie Liza Minnelli und Bill Cosby auf ihren Musicaltourneen, bevor er sich von seinen Vorbildern abkapselte und selbständig wurde. Seine Heimatverbundenheit zu Tucson führte ihn dann allerdings wieder zurück nach Arizona.
Unter Zuhilfenahme des Falsetts umfasst seine Stimme ca. vier Oktaven, damit kommt er im Stimmumfang an Kapazitäten wie Freddie Mercury oder Ivan Rebroff heran. Belcher spricht mehrere Sprachen, nebst Englisch als seine Muttersprache spricht er fließend Spanisch, einige Brocken Deutsch und Schweizerdeutsch. Das Verstehen des Letzteren bereitet ihm durch die diversen Aufenthalte in der Schweiz keine Mühe. Belcher ist überzeugter Christ und macht aus seiner Gesinnung keinen Hehl. So ist es nicht verwunderlich, dass er auf seinen Europatourneen jeweils kirchliche Werke unterstützt. So zum Beispiel die evangelische Kirche Frauenfeld oder das ICF Zofingen.

## Wirken

### Musicals
In folgenden Musicals hat Walter Belcher mitgewirkt:
- Kiss Me Kate, in der Rolle des Fred
- Gospeltrain, als Solist
- Jesus Christ Superstar, in der Rolle des Simon, eines der Jünger Jesu
- Up With People, als Solist und Tänzer
- Cabaret, in der Rolle des Viktor, in dieser Rolle begleitete er Liza Minnelli

### Theaterstücke
Mit folgendem Theaterstück ist Walter Belcher aufgetreten:
- Looking Over The Presidents Shoulder, als Alonzo Fields[2]